# Модин
Модин Макабим Реут (хебр. מודיעין, арап. ‏موديين‎) је град у Израелу у Централном округу. Према процени из 2022. у граду је живело 99.171 становника. Формално је основан 2003. спајањем дотадашњих градова Модина и Макабим Реута.

## Становништво
Према процени, у граду је 2022. живело 99.171 становника.

## Партнерски градови
- Хаген
- Бања Лука
- Хајкоу
- Рочестер
- Монтре